# Праздник Двух Десяток
Праздник Двух Десяток (кит. трад. 雙十節, упр. 双十节, пиньинь Shuāng Shí Jié) — национальный праздник Китайской Республики, отмечаемый ежегодно 10 октября. В этот день, в 1911 году произошло Учанское восстание, послужившее началом Синьхайской революции в Китае, в результате которой была свергнута маньчжурская династия Цин, и было провозглашено создание Китайской Республики. На Тайване празднование начинается с поднятия государственного флага над президентским дворцом и исполнения государственного гимна. Во второй половине дня проводится парад. Вечером в городах устраивают фейерверк.
В 2006 году в день праздника произошла массовая демонстрация в Тайбэе. Демонстранты требовали отставки президента Чэнь Шуйбяня, родственники которого подозревались в финансовых аферах и получении взяток.